# Liste des écluses du canal du Midi

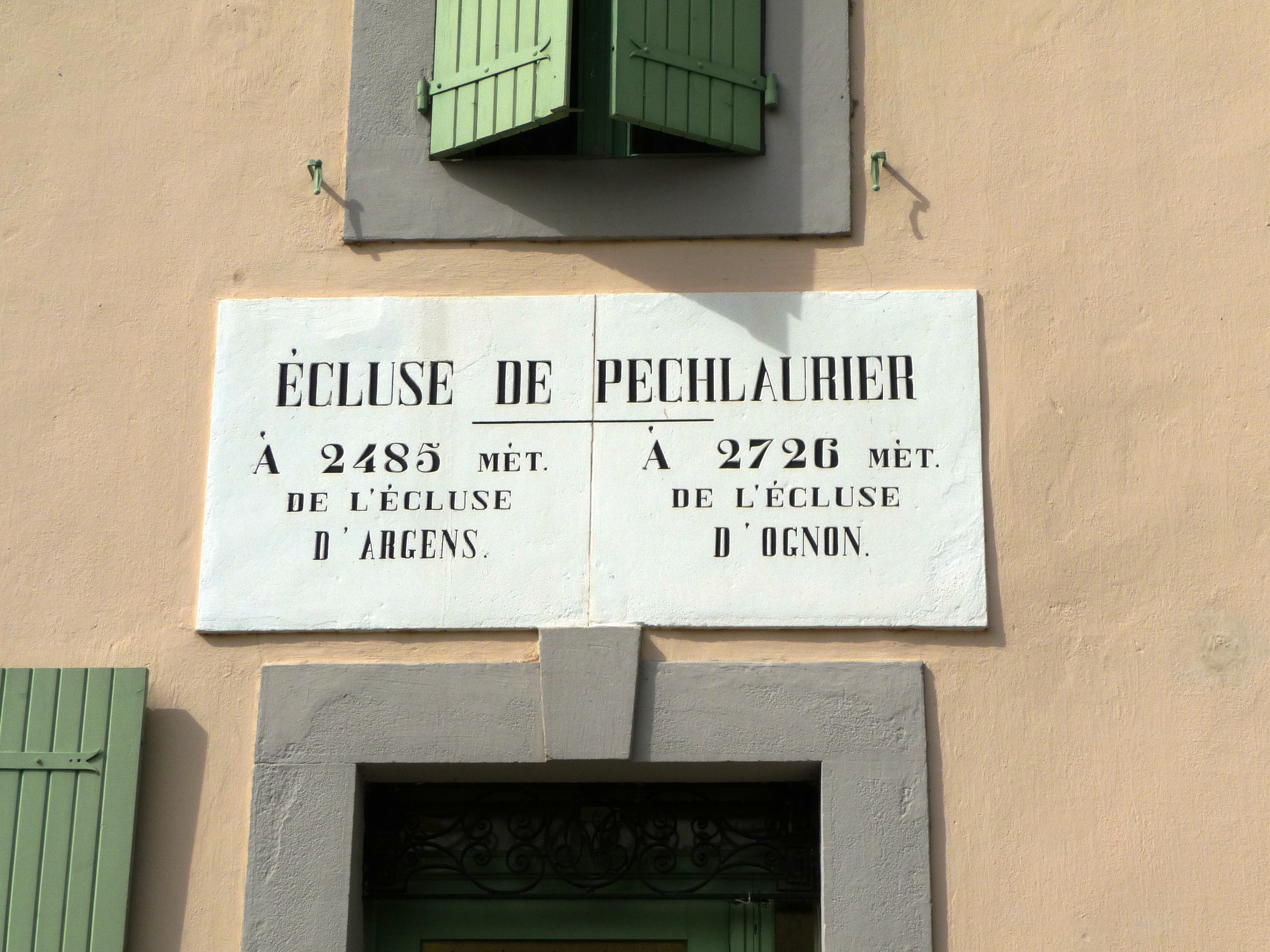
Panneau de l'écluse de Pechlaurier.

Les écluses du canal du Midi en fonctionnement sont au nombre de 63 tout au long des 240 km du parcours du canal, du port de l'Embouchure à Toulouse jusqu'à l'étang de Thau à Marseillan sur la côte méditerranéenne, auxquelles s'ajoutent les 13 écluses de l'embranchement de la Nouvelle qui traverse Narbonne pour rejoindre la Méditerranée à Port-la-Nouvelle et 2 écluses sur le canal de Brienne à Toulouse. Il existe une écluse désaffectée à Béziers (écluse Notre-Dame).
Les écluses du canal du Midi ont toutes des sas ovales, à l'exception de celles de la traversée de Toulouse qui sont rectangulaires. Les écluses sont gérées par Voies navigables de France.

## Construction

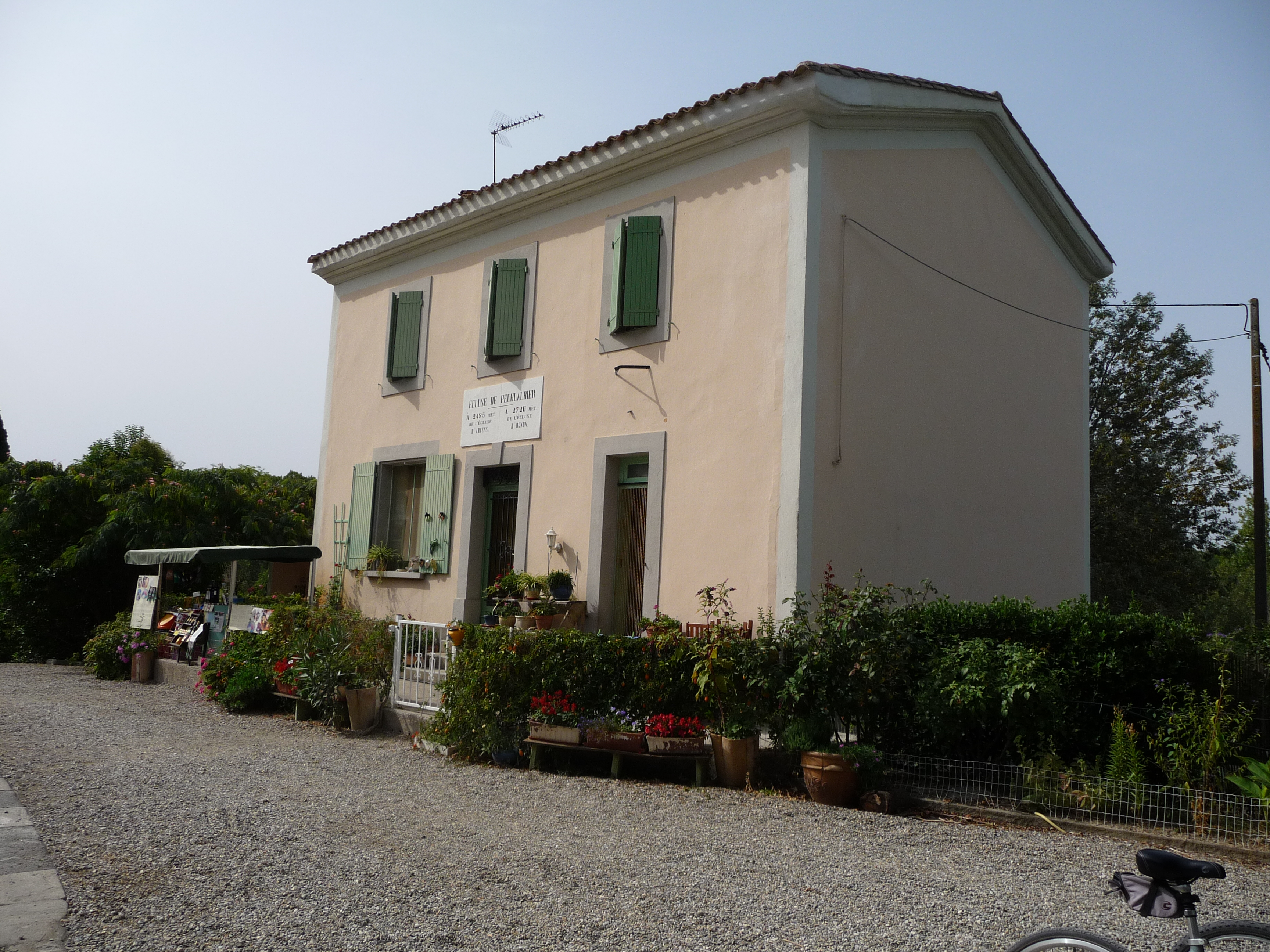
Maison typique d'un éclusier sur le canal du Midi.

Le canal du Midi a été construit de 1666 à 1681 par Pierre-Paul Riquet pour disposer d'une voie fluviale intérieure dans le Sud de la France, entre l'océan Atlantique à Bordeaux et la Méditerranée à Sète via la Garonne. Le premier plan pour les écluses du canal prévoyait une forme rectangulaire mais à la suite de l'effondrement d'un mur latéral au début du chantier (on ne sait pas précisément quelle écluse était concernée), Riquet modifia ses plans et reconstruisit les écluses déjà en place et équipa les nouvelles écluses avec un bassin ovale. Elles faisaient typiquement 11 m de large au point central et 6 m aux portes pour une longueur totale de 30,5 m. Riquet limita également la hauteur maximum à 2,9 m de telle sorte que là où il aurait auparavant construit une écluse avec un profond radier, il eut recours à la place à des portes intermédiaires, créant ainsi des chambres doubles, triples et parfois quadruples. Durant le programme de modernisation du canal du Midi dans les années 1970, plusieurs de ces chambres multiples ont été converties en écluses profondes simples avec des murs latéraux en béton.
Les portes des écluses étaient originellement faites en chêne avec des bras d'écartement et chaque porte avait un seul grand vantail en bois relevé par un mécanisme à vis vertical. L'introduction des systèmes électriques et hydrauliques à la fois pour relever les vannes et pour ouvrir les portes a entraîné la disparition des bras et les portes modernes sont faites en métal.
Chaque écluse est pourvue d'une maison à deux façades et deux étages pour héberger l'éclusier. Une plaque en fonte ou en maçonnerie est fixée sur le bâtiment, informant du nom de l'écluse et de la distance qui la sépare des écluses adjacentes dans les deux directions. Les écluses sont toujours manœuvrées par des éclusiers et le passage n'est possible qu'en leur présence. Sur l'embranchement de la Nouvelle cependant, les écluses sont automatisées et les plaisanciers effectuent les manœuvres seuls.

## Profil

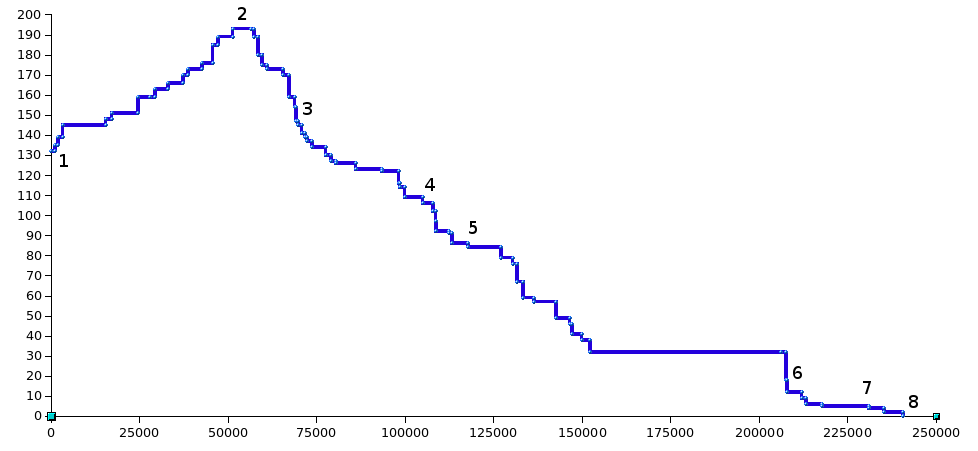
Profil du canal du Midi (distances en mètres de Toulouse et altitude en mètres). À Toulouse, son extrémité ouest, le canal se trouve à une altitude de 132 m et culmine à 190 m avant de chuter au niveau de la mer à Marseillan.

Le graphique indique le profil du canal du Midi de Toulouse (1), jusqu'à son point le plus élevé, le seuil de Naurouze (2), puis Castelnaudary (3), Carcassonne (4) et Trèbes (5). Le canal continue ensuite vers Béziers après les écluses de Fonseranes (6), puis vers Agde (7) avant de déboucher dans l'étang de Thau à Marseillan (8). 
À 190 m, le bief de Naurouze est le point culminant du canal. Le dénivelé est de 57,18 m jusqu'à Toulouse et 189,43 m jusqu'à l'embouchure dans l'étang de Thau. Le bief le plus long, 53,87 km, se situe entre l'écluse d'Argens (Aude) et les écluses de Fonseranes (Hérault) tandis que le plus court, 105 m, se trouve entre les deux écluses du Fresquel.

## Liste des écluses
La liste ci-dessous énumère les écluses d'ouest en est, c'est-à-dire de Toulouse vers Sète. Les écluses numérotées de 1 à 18 sont montantes et de 19 à 86 sont descendantes[B]. Les écluses multiples sont comptées comme écluses simples mais le nombre de sas est indiqué.
| #                                           | Numéro des sas [A] | Nom                       | Coordonnées                 | Nombre de sas      | Distance de Toulouse (km) | Image | Altitude (m) |
| ------------------------------------------- | ------------------ | ------------------------- | --------------------------- | ------------------ | ------------------------- | ----- | ------------ |
| 1                                           | 1                  | Écluse du Béarnais        | 43° 36′ 44″ N, 1° 25′ 32″ E | 1                  | 1,1                       |       | 135          |
| 2                                           | 2                  | Écluse des Minimes        | 43° 36′ 57″ N, 1° 26′ 10″ E | 1                  | 2                         |       | 139          |
| 3                                           | 3                  | Écluse Bayard             | 43° 36′ 39″ N, 1° 27′ 11″ E | 1                  | 3,6                       |       | 145          |
| 4                                           | 4                  | Écluse de Castanet        | 43° 31′ 25″ N, 1° 31′ 07″ E | 1                  | 15,7                      |       | 148          |
| 5                                           | 5                  | Écluse de Vic             | 43° 30′ 39″ N, 1° 31′ 02″ E | 1                  | 17,4                      |       | 151          |
| 6                                           | 6                  | Écluse de Montgiscard     | 43° 27′ 47″ N, 1° 34′ 14″ E | 1                  | 24,9                      |       | 159          |
| 7                                           | 7                  | Écluse d'Ayguesvives      | 43° 26′ 48″ N, 1° 35′ 57″ E | 1                  | 28,1                      |       | 159          |
| 8                                           | 8 - 9              | Écluse du Sanglier        | 43° 26′ 23″ N, 1° 36′ 45″ E | 2                  | 29,6                      |       | 163          |
| 9                                           | 10                 | Écluse de Négra           | 43° 25′ 07″ N, 1° 38′ 28″ E | 1                  | 33,3                      |       | 166          |
| 10                                          | 11 - 12            | Écluse de Laval           | 43° 23′ 55″ N, 1° 40′ 46″ E | 2                  | 37,5                      |       | 170          |
| 11                                          | 13                 | Écluse de Gardouch        | 43° 23′ 30″ N, 1° 41′ 30″ E | 1                  | 38,9                      |       | 173          |
| 12                                          | 14                 | Écluse de Renneville      | 43° 22′ 59″ N, 1° 43′ 39″ E | 1                  | 43,0                      |       | 176          |
| 13                                          | 15 - 16            | Écluse d'Encassan         | 43° 22′ 08″ N, 1° 45′ 22″ E | 2                  | 45,9                      |       | 185          |
| 14                                          | 17                 | Écluse d'Emborrel         | 43° 21′ 47″ N, 1° 46′ 23″ E | 1                  | 47,5                      |       | 189          |
| 15                                          | 18                 | Écluse de l'Océan         | 43° 21′ 19″ N, 1° 49′ 05″ E | 1                  | 51,6                      |       | 193          |
| Seuil de Naurouze, point culminant du canal |                    |                           |                             |                    |                           |       |              |
| 16                                          | 19                 | Écluse de la Méditerranée | 43° 19′ 49″ N, 1° 51′ 42″ E | 1                  | 56,6                      |       | 193          |
| 17                                          | 20 - 21            | Écluse du Roc             | 43° 19′ 43″ N, 1° 52′ 14″ E | 2                  | 57,5                      |       | 189          |
| 18                                          | 22 - 24            | Écluse de Laurens         | 43° 19′ 31″ N, 1° 53′ 06″ E | 3                  | 58,7                      |       | 180          |
| 19                                          | 25                 | Écluse de la Domergue     | 43° 19′ 23″ N, 1° 53′ 56″ E | 1                  | 59,7                      |       | 175          |
| 20                                          | 26                 | Écluse de la Planque      | 43° 19′ 15″ N, 1° 54′ 49″ E | 1                  | 60,9                      |       | 173          |
| 21                                          | 27 - 30            | Écluses de Saint-Roch     | 43° 18′ 43″ N, 1° 57′ 40″ E | 4                  | 65,4                      |       | 170          |
| 22                                          | 31 - 32            | Écluse de Gay             | 43° 18′ 19″ N, 1° 58′ 39″ E | 2                  | 67,1                      |       | 159          |
| 23                                          | 33 - 35            | Écluse du Vivier          | 43° 17′ 51″ N, 1° 59′ 39″ E | 3                  | 68,7                      |       | 154          |
| 24                                          | 36                 | Écluse de Guillermin      | 43° 17′ 46″ N, 1° 59′ 58″ E | 1                  | 69,1                      |       | 147          |
| 25                                          | 37                 | Écluse de Saint-Sernin    | 43° 17′ 36″ N, 2° 00′ 18″ E | 1                  | 69,7                      |       | 145          |
| 26                                          | 38                 | Écluse de Guerre          | 43° 17′ 24″ N, 2° 00′ 57″ E | 1                  | 70,6                      |       | 141          |
| 27                                          | 39                 | Écluse de la Peyruque     | 43° 17′ 12″ N, 2° 01′ 42″ E | 1                  | 71,7                      |       | 139          |
| 28                                          | 40                 | Écluse de la Criminelle   | 43° 17′ 07″ N, 2° 02′ 03″ E | 1                  | 72,2                      |       | 137          |
| 29                                          | 41                 | Écluse de Tréboul         | 43° 16′ 49″ N, 2° 02′ 59″ E | 1                  | 73,6                      |       | 134          |
| 30                                          | 42                 | Écluse de Villepinte      | 43° 16′ 26″ N, 2° 05′ 39″ E | 1                  | 77,4                      |       | 130          |
| 31                                          | 43                 | Écluse de Sauzens         | 43° 15′ 56″ N, 2° 06′ 35″ E | 1                  | 79                        |       | 127          |
| 32                                          | 44                 | Écluse de Bram            | 43° 15′ 30″ N, 2° 07′ 12″ E | 1                  | 80,3                      |       | 126          |
| 33                                          | 45                 | Écluse de Béteille        | 43° 14′ 08″ N, 2° 10′ 48″ E | 1                  | 85,9                      |       | 123          |
| 34                                          | 46                 | Écluse de Villeséque      | 43° 14′ 05″ N, 2° 14′ 45″ E | 1                  | 93,4                      |       | 122          |
| 35                                          | 47 - 48            | Écluse de Lalande         | 43° 14′ 21″ N, 2° 17′ 09″ E | 2                  | 98,2                      |       | 116          |
| 36                                          | 49                 | Écluse d'Herminis         | 43° 14′ 14″ N, 2° 17′ 18″ E | 1                  | 98,5                      |       | 114          |
| 37                                          | 50                 | Écluse de la Douce        | 43° 13′ 46″ N, 2° 18′ 04″ E | 1                  | 99,9                      |       | 109          |
| 38                                          | 51                 | Écluse de Carcassonne     | 43° 13′ 03″ N, 2° 21′ 06″ E | 1                  | 105,5                     |       | 106          |
| 39                                          | 52                 | Écluse de Saint-Jean      | 43° 13′ 56″ N, 2° 22′ 30″ E | 1                  | 108,0                     |       | 102          |
| 40                                          | 53 - 54            | Écluse double de Fresquel | 43° 14′ 18″ N, 2° 22′ 29″ E | 2                  | 108,8                     |       | 97           |
| 41                                          | 55                 | Écluse simple de Fresquel | 43° 14′ 27″ N, 2° 22′ 47″ E | 1                  | 109,0                     |       | 92           |
| 42                                          | 56                 | Écluse de l'Évêque        | 43° 14′ 08″ N, 2° 24′ 48″ E | 1                  | 112,6                     |       | 91           |
| 43                                          | 57                 | Écluse de Villedubert     | 43° 13′ 47″ N, 2° 24′ 48″ E | 1                  | 113,4                     |       | 86           |
| 44                                          | 58 - 60            | Écluse de Trèbes          | 43° 12′ 25″ N, 2° 26′ 57″ E | 3                  | 118                       |       | 84           |
| 45                                          | 61                 | Écluse de Marseillette    | 43° 12′ 20″ N, 2° 32′ 59″ E | 1                  | 127,2                     |       | 79           |
| 46                                          | 62 - 64            | Écluse de Fontfile        | 43° 12′ 39″ N, 2° 35′ 06″ E | 3                  | 130,4                     |       | 76           |
| 47                                          | 65 - 66            | Écluse de Saint-Martin    | 43° 13′ 02″ N, 2° 35′ 49″ E | 2                  | 131,6                     |       | 67           |
| 48                                          | 67 - 68            | Écluse de l'Aiguille      | 43° 13′ 47″ N, 2° 36′ 21″ E | 2                  | 133,4                     |       | 59           |
| 49                                          | 69 - 70            | Écluse de Puichéric       | 43° 13′ 51″ N, 2° 38′ 18″ E | 2                  | 136,4                     |       | 57           |
| 50                                          | 71                 | Écluse de Jouarres        | 43° 15′ 43″ N, 2° 41′ 11″ E | 1                  | 142,7                     |       | 49           |
| 51                                          | 72                 | Écluse d'Homps            | 43° 16′ 12″ N, 2° 43′ 47″ E | 1                  | 146,4                     |       | 46           |
| 52                                          | 73 - 74            | Écluse d'Ognon            | 43° 16′ 11″ N, 2° 44′ 19″ E | 2                  | 147,1                     |       | 41           |
| 53                                          | 75 - 76            | Écluse de Pechlaurier     | 43° 15′ 01″ N, 2° 45′ 25″ E | 2                  | 149,8                     |       | 38           |
| 54                                          | 77                 | Écluse d'Argens           | 43° 14′ 23″ N, 2° 46′ 45″ E | 1                  | 152,3                     |       | 32           |
| 55                                          | 78[B]              | Écluses de Fonseranes     | 43° 19′ 50″ N, 3° 11′ 59″ E | 6 (+2 inutilisées) | 206,6                     |       | 32           |
| 56                                          | 79                 | Écluse de l'Orb           | 43° 20′ 07″ N, 3° 12′ 56″ E | 1                  | 208,0                     |       | 12           |
| 57                                          | 80                 | Écluse de Béziers         | 43° 20′ 00″ N, 3° 13′ 17″ E | 1                  | 208,4                     |       |              |
| 58                                          | 81                 | Écluse d'Arièges          | 43° 19′ 21″ N, 3° 15′ 56″ E | 1                  | 212,5                     |       | 9            |
| 59                                          | 82                 | Écluse de Villeneuve      | 43° 19′ 04″ N, 3° 16′ 50″ E | 1                  | 213,8                     |       | 6            |
| 60                                          | 83                 | Écluse de Portiragnes     | 43° 18′ 17″ N, 3° 19′ 45″ E | 1                  | 218,3                     |       | 5            |
| 61                                          | 84                 | Écluse ronde d'Agde[C]    | 43° 19′ 13″ N, 3° 28′ 03″ E | 1                  | 231,4                     |       | 4            |
| 62                                          | 85                 | Écluse de Prades          | 43° 19′ 33″ N, 3° 28′ 40″ E | 1                  | 232,9                     |       | 3            |
| 63                                          | 86                 | Écluse de Bagnas          | 43° 18′ 52″ N, 3° 29′ 56″ E | 1                  | 235,3                     |       | 2            |

## Nota
Écluse Saint-Pierre qui permet de relier la Garonne au canal du Midi, puis en 1844 le canal latéral à la Garonne au niveau de Toulouse via le canal de Brienne.
À noter également qu'il existe aussi deux anciennes écluses sur le canal du Midi et une troisième écluse n'existe plus.
À Toulouse, l'écluse Matabiau qui se situait entre l'écluse des Minimes et l'écluse Bayard n'est plus en service. À la suite du réaménagement paysager en 1976, et au remaniement de l'écluse des Minimes, le niveau du canal a été modifié. Le bâtiment et les quais existent toujours mais les portes éclusières, devenues inutiles, ont disparu. 
Toujours sur Toulouse, l'écluse de Garonne, permettant la liaison entre le bassin de l'Embouchure et le fleuve, a été détruite lors de travaux en 1976. Elle n'était plus guère empruntée depuis la construction du canal de Garonne.
À Béziers, l'écluse Notre-Dame, située sur le tracé originel du canal avant que le pont-canal de l'Orb ne soit construit en 1857, débouchait sur ce fleuve capricieux aux crues dévastatrices. Elle n'est plus en service.